# لورتون، لینکلن‌شر
لورتون (به انگلیسی: Leverton) یک روستا و محله مدنی در بریتانیا است که در Boston واقع شده‌است. لورتون ۶۸۹ نفر جمعیت دارد.